# Plakuder, Vidin
Plakuder (în bulgară Плакудер) este un sat în comuna Vidin, regiunea Vidin,  Bulgaria. 

## Demografie
Componența etnică a satului Plakuder
     Bulgari (90,69%)
     Nicio identificare (9,3%)
     Altele (0%)
La recensământul din 2011, populația satului Plakuder era de 86 locuitori. Din punct de vedere etnic, majoritatea locuitorilor (90,69%) erau bulgari. Pentru 9,3% din locuitori nu este cunoscută apartenența etnică.